# جرج کلیفورد (بازیکن فوتبال)
جرج کلیفورد (انگلیسی: George Clifford؛ زادهٔ ۱۰ فوریهٔ ۱۸۹۶) بازیکن فوتبال اهل بریتانیا است.
از باشگاه‌هایی که در آن بازی کرده‌است می‌توان به باشگاه فوتبال پورتسموث و باشگاه فوتبال منزفیلد تاون اشاره کرد.